# Музей Людвига в Ахене

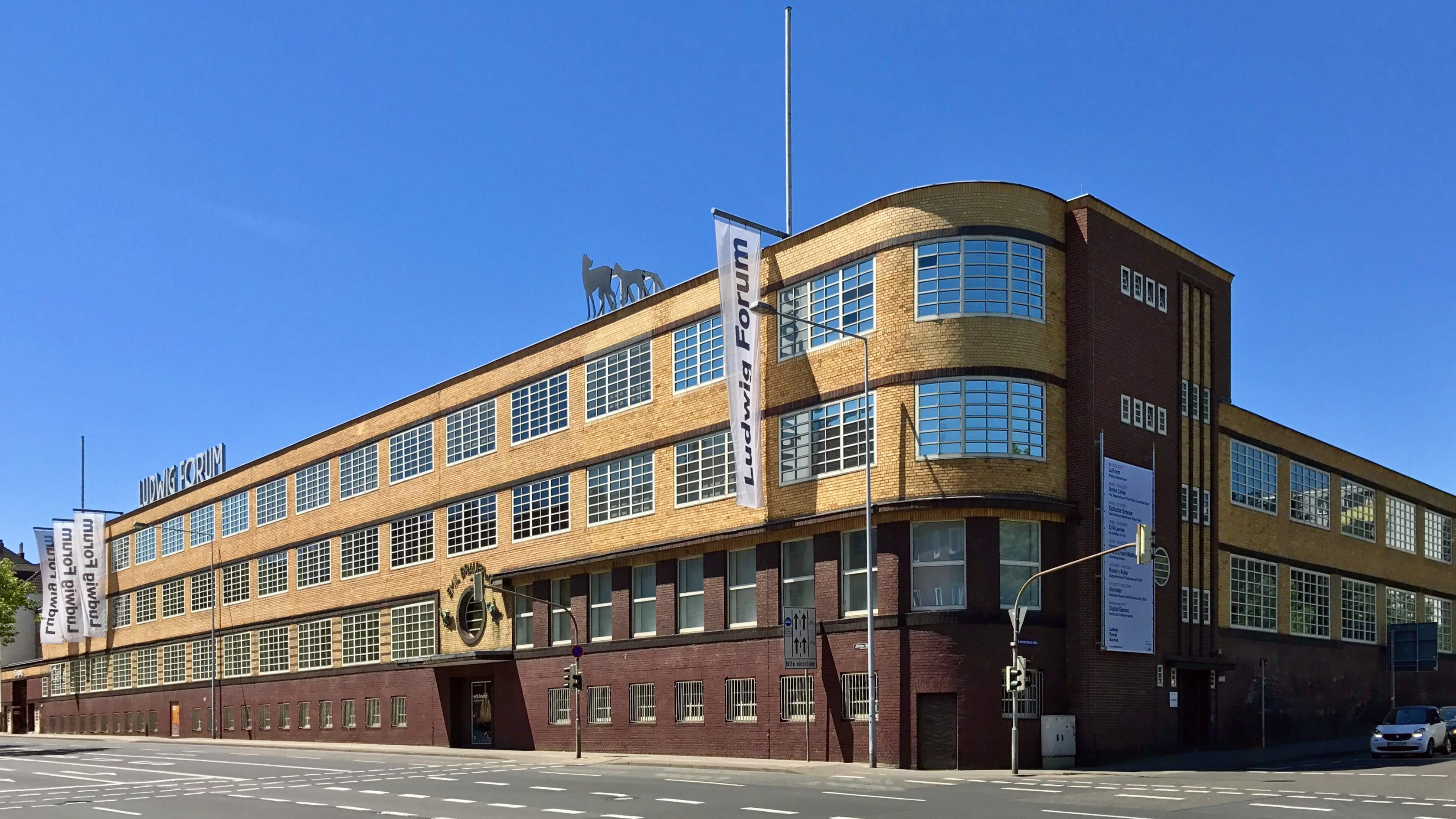
Здание, где проводится форум интернационального искусства в Ахене

Людвиг-форум интернационального искусства в Ахене размещается в здании бывшей фабрики, построенной Йозефом Бахманом в 20-е годы. Профессор архитектуры Фриц Эллер перестроил здание с учетом новых функций, но сохранил его первоначальный характер. Ядро постройки — это центр для проведения акций, расположенный в середине большого зала с крышей из джутовой ткани, его экспозиционная площадь составляет почти 6000 кв.м. В архитектурный комплекс удачно включены административные, библиотечные и фондовые помещения, ресторан, школа живописи, квартиры и мастерские художников, а также зал со звукоизоляцией для акций. Комплекс завершается двориком и садом, украшенным скульптурами.
Людвиг-форум — центр современного интернационального искусства, место встречи и позитивной конфронтации разных видов искусства.